# Черничная улица (Сестрорецк)
Черни́чная улица — улица в городе Сестрорецке Курортного района Санкт-Петербурга. Проходит от Дубковского переулка до улицы Коммунаров.
Первоначальное название — Новая улица — появилось в начале XX века. В 1920-х годах её переименовали в Черничную — «по местному признаку».

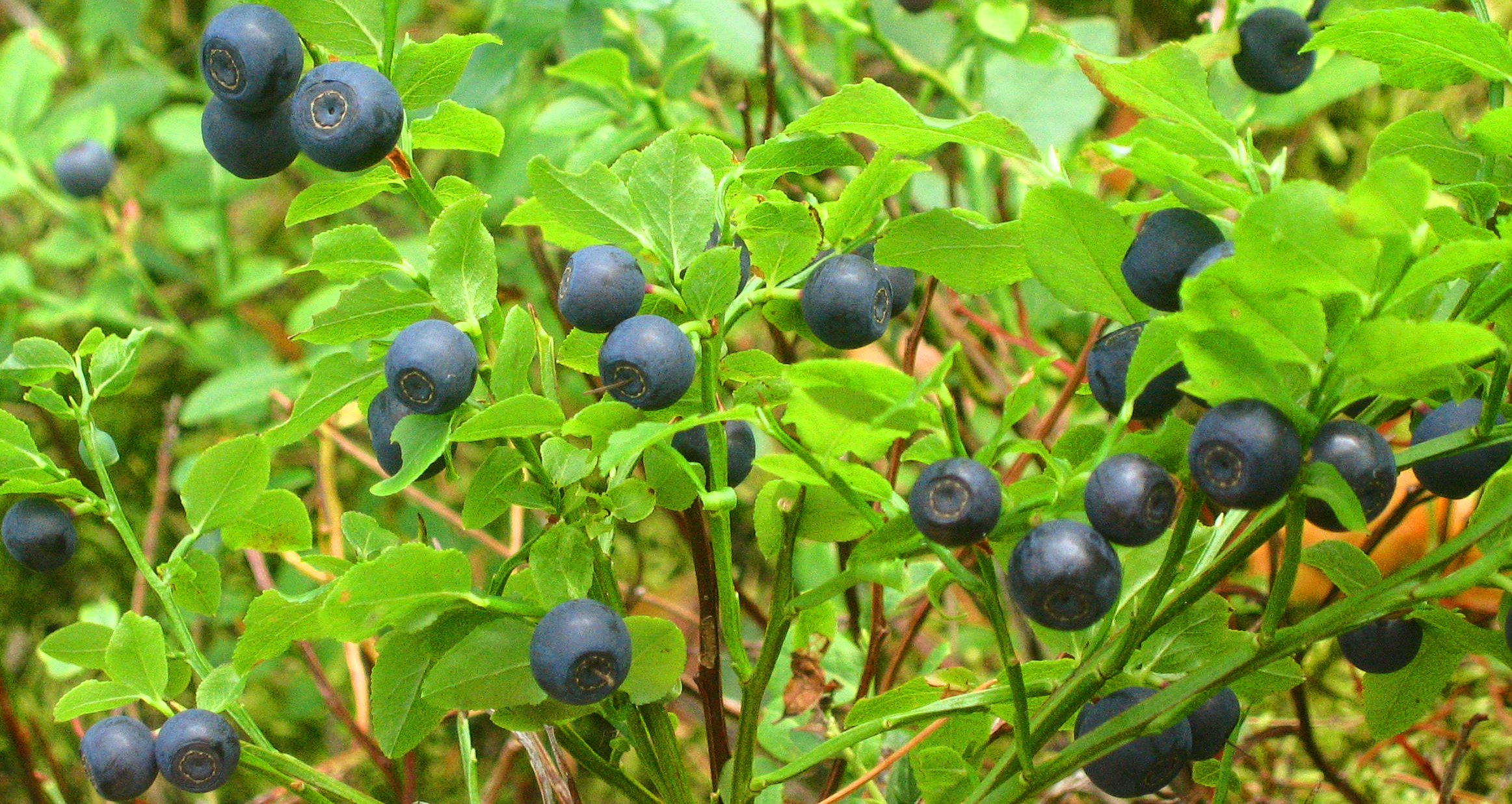
Черника в лесу

## Перекрёстки
- Дубковский переулок
- Советский переулок
- улица Коммунаров